# Le Temps du châtiment
Pour plus de détails, voir Fiche technique et Distribution.
Le Temps du châtiment (titre original : The Young Savages) est un film de procès américain réalisé par John Frankenheimer, sorti en 1961. Il s'agit de l'adaptation cinématographique du roman A Matter of Conviction d'Evan Hunter.

## Synopsis
Hank Bell est un assistant du procureur de district italo-américain. Il est chargé de l'enquête sur le meurtre d'un jeune aveugle porto-ricain à East Harlem. Les principaux suspects sont trois jeunes Italo-Américains « Blousons noirs » de la bande des Thunderbirds . Ces derniers se bont battus avec une bande rivale de Porto-ricains, les Horsemen. La tâche de Hank se complique davantage quand il découvre que l'un des délinquants n'est autre que le fils de Mary diPace, une ancienne petite-amie.

## Fiche technique
Sauf indication contraire, les informations mentionnées dans cette section peuvent être confirmées par la base de données cinématographiques IMDb,  présente dans la section « Liens externes ».
- Titre francophone : Le Temps du châtiment
- Titre original : The Young Savages
- Réalisation : John Frankenheimer
- Scénario : Edward Anhalt et J. P. Miller, d'après le roman A Matter of Conviction d'Evan Hunter
- Musique : David Amram
- Photographie : Lionel Lindon
- Montage : Eda Warren
- Production : Pat Duggan et Harold Hecht
- Société de production : Contemporary Productions
- Distribution : United Artists (États-Unis), Les Artistes associés (France)
- Pays d'origine : États-Unis
- Format : noir et blanc - son mono
- Genre : drame
- Durée : 103 minutes
- Dates de sortie[2] :
  -  États-Unis : 24 mai 1961
  -  France : 23 mai 1961

## Distribution
- Burt Lancaster (VF : Claude Bertrand) : Hank Bell
- Dina Merrill (VF : Nelly Benedetti) : Karin Bell
- Edward Andrews (VF : Jean-Henri Chambois) : R. Daniel « Dan » Cole
- Vivian Nathan (VF : Lita Recio) : Mme Escalante
- Shelley Winters : Mary di Pace
- Larry Gates (VF : Jacques Berthier) : Randolph
- Telly Savalas (VF : Jean Violette) : Lieutenant de police Gunderson
- Pilar Seurat : Luisa Escalante
- Robert Burton (VF : Pierre Morin) : le juge
- John Davis Chandler : Arthur Reardon
- Jody Fair : Angela Rugiello
- Roberta Shore : Jenny Bell
- Milton Selzer (VF : Michel Gudin) : Dr Walsh
- Stanley Kristien (VF : Jacques Muller) : Danny Di Pace
- Luis Arroyo (VF : Jacques Thébault) : Zorro
- David J. Stewart (VF : Henry Djanik) : Barton, le reporter

Acteurs non crédités
- Stanley Adams (VF : Pierre Collet) : le lieutenant de police Hardy
- Leonardo Cimino : M. Rugiello
- Joel Fluellen : l'employé du tribunal
- Harry Holcombe (VF : Gabriel Sardet) : le docteur au chevet de Hank Bell
- Clegg Hoyt (VF : Pierre Collet) : Whitey
- Rafel López (VF : Patrick Maurin) : Jose
- Lester Mathews (VF : Gabriel Sardet) : Dr Androtti (Andrade en VF)
- Bill Quinn (VF : Jean Berton) : le capitaine de police Larsen

## Production
Le tournage a lieu à New York, notamment à East Harlem.

## Commentaire
Ce film marque la première collaboration du réalisateur John Frankenheimer avec Burt Lancaster, suivront peu après Le Prisonnier d'Alcatraz (1962), Sept jours en mai et Le Train (1964) et enfin Les parachutistes arrivent (1969).